# Sybra apomecynoides
Sybra apomecynoides là một loài bọ cánh cứng trong họ Cerambycidae.